# Emil Flaminius
Emil Flaminius (* 1807 in Küstrin; † 7. Oktober 1893 in Berlin; vollständiger Name: Emil Karl Alexander Flaminius) war ein deutscher Architekt und preußischer Baubeamter.

## Leben

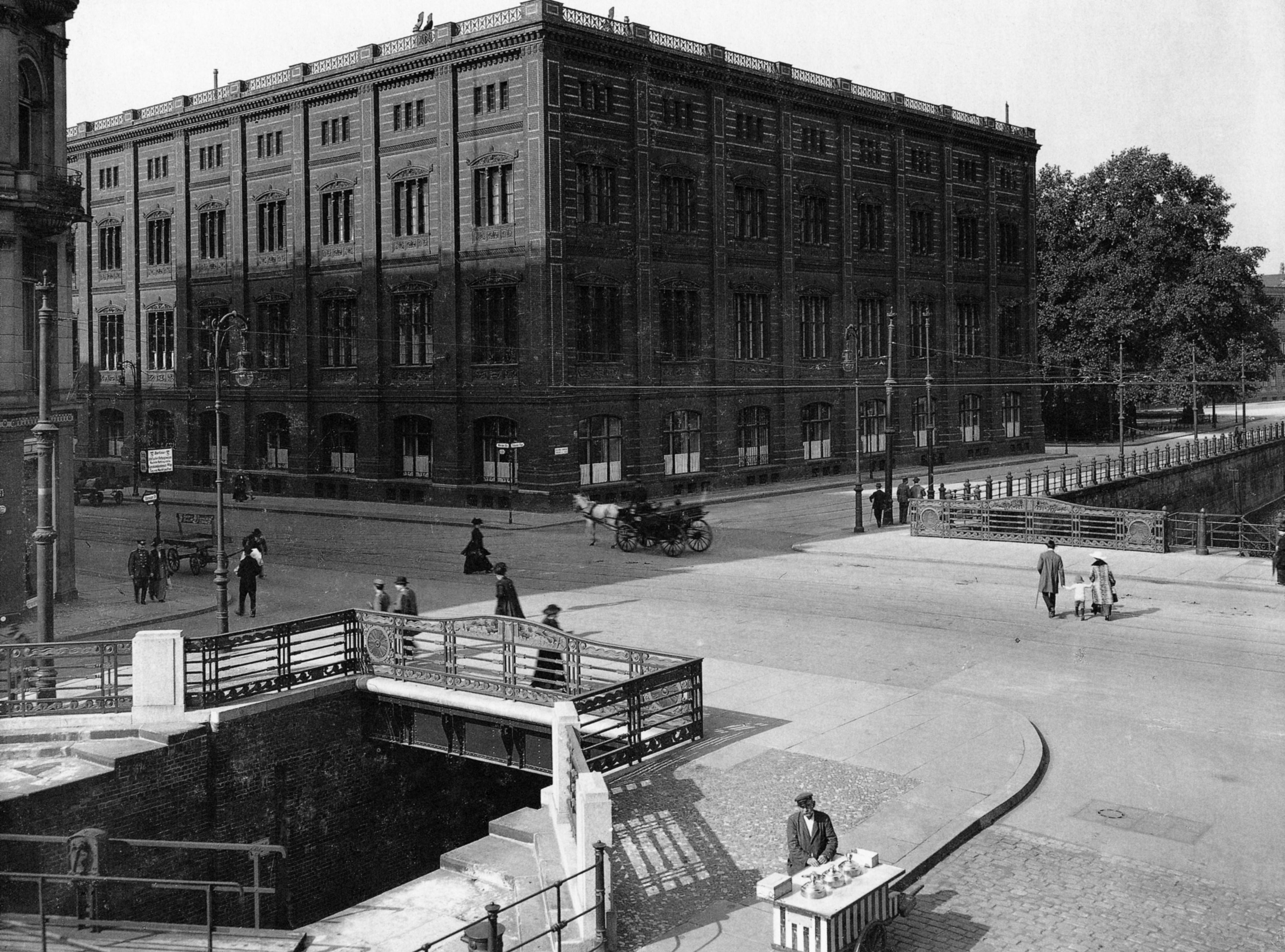
Berliner Bauakademie an der Schleusenbrücke, 1915

Flaminius wuchs in Küstrin in der Zeit der Koalitionskriege und des Wiederaufbaus nach dem Abzug der Franzosen 1814 auf. Mit zwanzig Jahren beteiligte er sich in seiner Heimatstadt an den Deichbauten an Oder und Warthe. Flaminius ging 1828 nach Berlin und studierte Architektur an der Berliner Bauakademie. Hier kam er in Kontakt mit Karl Friedrich Schinkel, mit dem er in den nächsten Jahren eng zusammenarbeitete. Noch während seiner Studienzeit setzte Flaminius Entwürfe von Schinkel um. So arbeitete er im Alter von 21 Jahren nach dem Einsturz des Südturms für Schinkel an der Instandsetzung der Frankfurter Marienkirche, einem der größten Gebäude der Norddeutschen Backsteingotik; der zerstörte Südturm wurde dabei nicht wiederhergestellt. Bereits 1830 schloss Flaminius das Studium an der Bauakademie ab.
Zwischen 1832 und 1836 war Flaminius an der Errichtung des Gebäudes für die Berliner Bauakademie nach Plänen Schinkels beteiligt. In der Diskussion um den Wiederaufbau des 1962 abgebrochenen Gebäudes ist Flaminius wieder aktuell. So warf der Ingenieur Horst Draheim, auf dessen Entwürfen die Musterfassade von 2001/2002 beruht, die Frage auf:

„Sehr detailliert hat sich Emil Flaminius, Schinkels Baumeister, u. a. auch mit der Ausführung der – vorgeblendeten – Fassaden befasst. Um nämlich die negativen Einflüsse der Baudurchführung auf die darunter fertiggestellten Fassadenflächen zu vermeiden, sind die Fassaden von „oben nach unten“ gemauert worden. Das heißt: Auf jeweils bestehenden Jochen in Geschoßdeckenhöhe ist die Fassade für das jeweilige Geschoß von oben nach unten fertiggestellt worden.
Beim Für und Wider der Rekonstruktion treten die Puristen für eine originale Rekonstruktion nach den Plänen von 1831 von Karl Friedrich Schinkel ein. Oder nach dem von Emil Flaminius bis 1836 tatsächlich errichteten Gebäude?“

Im Jahr 1838 wurde Flaminius Stadtbaurat in Frankfurt (Oder). 1852 nahm er in Sigmaringen in den Hohenzollernschen Landen im heutigen Baden-Württemberg das Amt des Oberbauinspektors ein, ging aber bereits 1853 zurück nach Brandenburg, wo er nun in Frankfurt (Oder) das Amt des Regierungs- und Oberbaurates bekleidete. 1867 wechselte er als Geheimer Baurat in das preußische Ministerium für Handel, Gewerbe und öffentliche Arbeiten. 1872 wurde er hier zum Geheimen Oberbaurat befördert. Flaminius trat 1881 in den Ruhestand, behielt aber noch bis 1887 als stellvertretender Vorsitzender der Technischen Prüfungs-Kommission Einfluss auf das staatliche Bauwesen.

## Bauten (Auswahl)

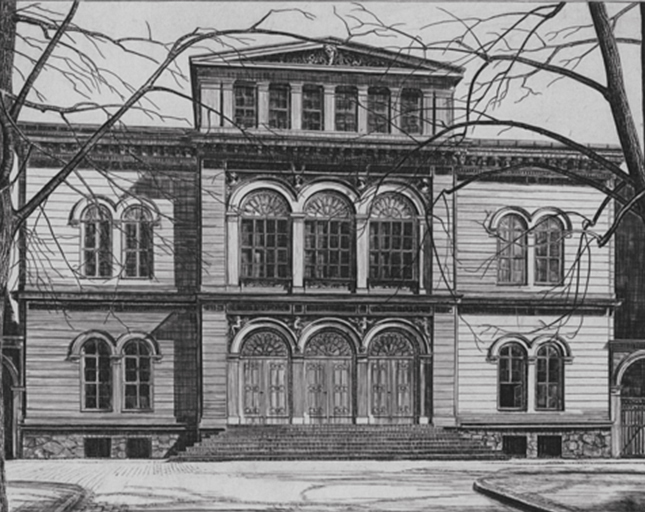
Theater Frankfurt (Oder), nach Schinkel von Flaminius errichtet

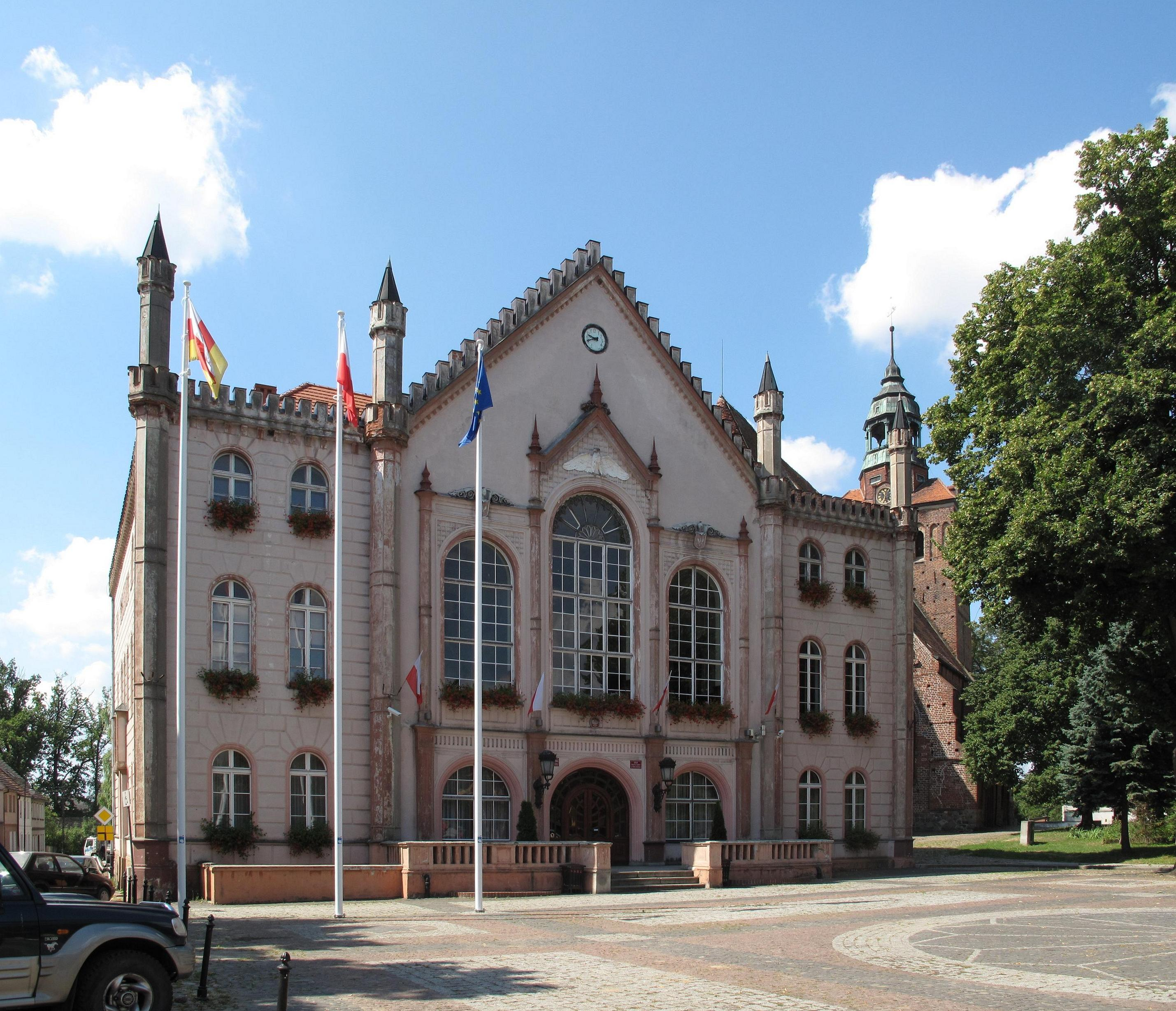
Neogotisierendes Rathaus in Ośno Lubuskie (Drossen)

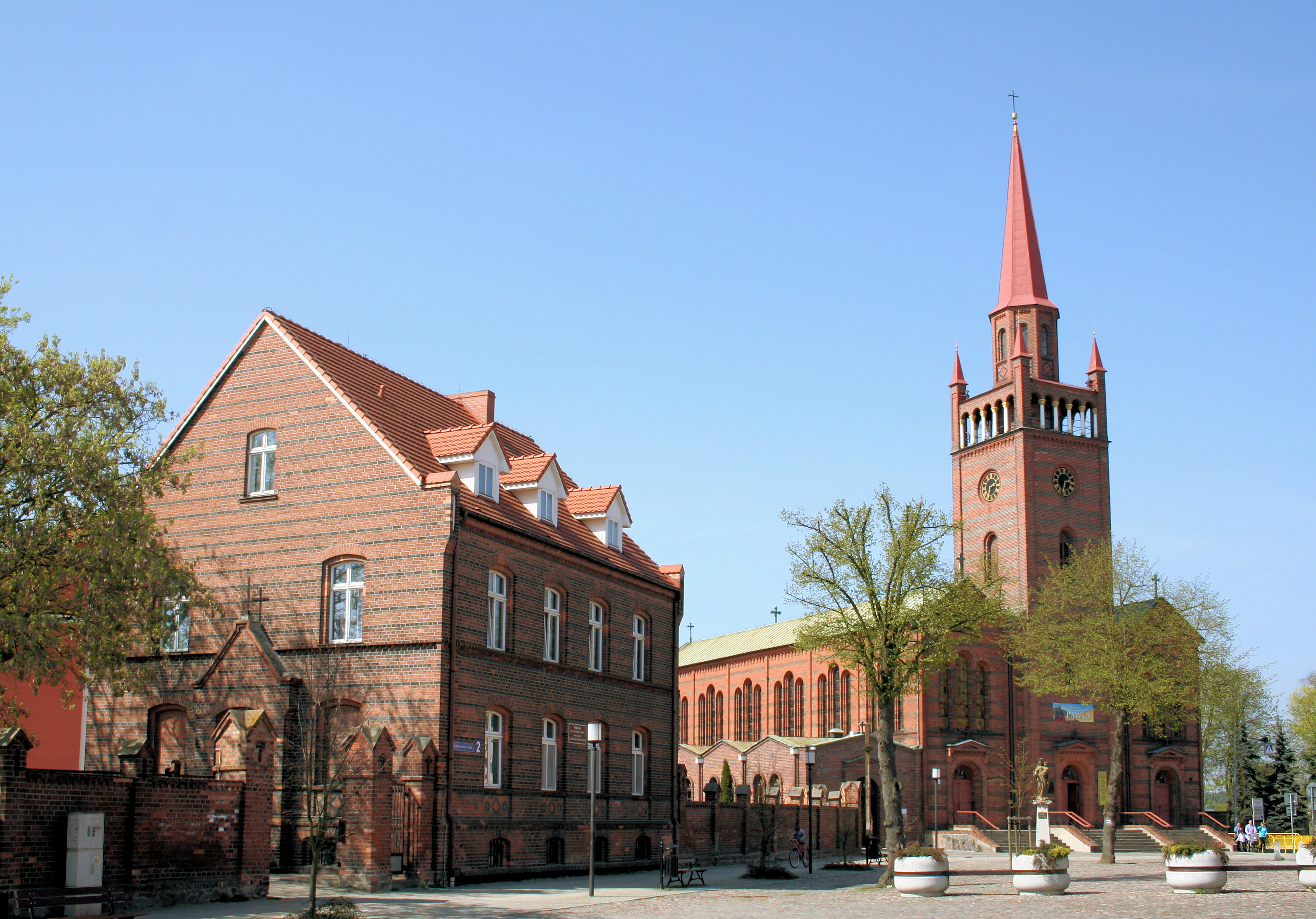
Kirche Hl. Peter und Paul in Dębno (Neudamm)

Etliche noch vorhandenen Bauten aus der folgenden Auflistung stehen unter Denkmalschutz.
- 1840–1842: Stadttheater in Frankfurt an der Oder, Wilhelmsplatz 22 (später: Platz der Republik)
Das nach einem Entwurf Schinkels errichtete Theater eröffnete am 1. November 1842 mit Lortzings Oper Zar und Zimmermann. Es verfügte ursprünglich über 800, später 609 Sitze. Im Frühjahr 1945 wurde das Gebäude durch Bomben zerstört.[1][4]

- 1842–1844: Rathaus in Drossen
Der Neubau wurde in neogotischem Stil an der Stelle des zuvor abgebrochenen älteren Rathauses aus Backstein von 1544 gebaut. Der dreiflüglige verputzte Ziegelsteinbau wurde in den 2000er Jahren restauriert.[5]
- 1845: Gursch'sches Stift in Frankfurt (Oder). Nach einer Stiftung der Kriegsratswitwe Dorothea Gursch über 10.000 Taler erbaute Flaminius auf dem Stosch-Caußeschen Ackerberg ein Kinderheim mit 100 Plätzen.[6]

- 1852–1855/1857: Kirche Hl. Peter und Paul in Neudamm. Die dreischiffige Kirche wurde nach dem Muster der 1845 nach Plänen von August Stüler errichteten Berliner St.-Matthäus-Kirche gebaut. Der Bau aus rotem Backstein verfügt über einen Ostturm und Apsis.[7]

- 1859–1862: Dorfkirche Neu Zauche
Einschiffige, neugotische Kirche mit polygonaler Apsis, Querhaus und 46 Meter hohem Kirchturm auf quadratischem Grundriss. Nach der Wende wurde der Bau bis 1992 restauriert.[8][9][10]

- 1860–1862: Klosterkirche in Guben
An Stelle der neugotischen Kirche stand zuvor ein Benediktiner-Kloster aus dem 12. Jahrhundert, das 1564 verlassen wurde. Die Empore und die Orgel wurden um 1900 eingebaut. Die evangelische Kirche wurde restauriert.[11][12]

- 1862–1864: Lehrerseminar in Drossen
In die neoklassizistische Frontfassade des dreiflügligen, zweigeschossigen Klinkerbaus fügte Flaminius zur Verzierung horizontale Ziegelstreifen in unterschiedlicher Farbgebung ein. Die stufenartigen Giebel der Seitenflügel und der Zentralrisalit im Hauptteil wurden in neogotischen Formelementen ausgeführt. Seine Ecken sind von mehrseitigen mittelalterlich aussehenden Türmen umfasst. Das Lehrerseminar wurde 1876 in eine Präparandenanstalt, 1923 in eine höhere Realschule und 1945 in ein pädagogisches Lyzeum umgewandelt. Heute beherbergt das Gebäude die Schule für Ökonomie.[13]

## Schriften
- Über den Bau des Hauses der allgemeinen Bauschule in Berlin. In: Allgemeine Bauzeitung, 1. Jahrgang 1836, Nr. 3.